# Titanic: Adventure Out of Time
Titanic: Adventure Out of Time är ett datorspel från 1996, utvecklat av det amerikanska datorspelsföretaget Cyberflix, publicerat i USA av GTE Entertainment samt i Storbritannien av Europress för Microsoft Windows och Macintosh. Spelet utspelar sig i en virtuell kopia av oceanångaren RMS Titanic. Frank Carlson, spelets huvudkaraktär, arbetade tidigare som en brittisk spion. Under Blitzen i London dog han och skickades tillbaka i tiden till Titanic. Han får då som mål att slutföra sitt tidigare misslyckade uppdrag, att stoppa utbrytandet av första världskriget, ryska revolutionen och andra världskriget. Spelets handling bygger på att spelaren ska utforska fartyget och utföra olika uppdrag. Beroende på vad spelaren gör för uppdrag, vilka karaktärer den integrerar med och vilka olika föremål den hittar förändras spelets historia och slut.
Spelet utvecklades i Cyberflix egen spelmotor DreamFactory, vilken även användes i utvecklandet av spelet Dust: A Tale of the Wired West. Omfattande forskning gjordes för att handlingen och utformandet av 3D-modellen skulle bli så historiskt korrekt som möjligt. Precis som i  Dust: A Tale of the Wired West byggdes karaktärernas animationer ihop av stillbilder på  skådespelare. I slutändan blev spelet en kommersiell succé med över 1,5 miljoner exemplar sålda. Det fick även bra gehör från spelkritiker, vilka hyllade spelets handling och virtuella kopia av fartyget men gav även kritik för karaktärernas animationer och vissa av uppdragen.

## Spelets upplägg
Titanic: Adventure Out of Time är ett äventyrsspel med så kallat första persons-perspektiv, där spelaren kan ta sig runt en helt återskapad virtuell kopia av RMS Titanic. För att styra huvudkaraktärens rörelser används tangentbordet, främst piltangenterna och med hjälp av datormusen kan spelaren integrera med saker, karaktärer och välja svarsalternativ i dialoger. Vidare används även muspekaren i spelmenyn, där man även kan öppna sparade spel om huvudkaraktären exempelvis dött innan spelet tagit slut. Om huvudkaraktären dör tar spelet slut. I spelmenyn finns även en väska där hittade föremål hamnar och en klocka som visar hur långt man kommit i spelets tidslinje.
Uppdragen i Titanic handlar till stor del om att hitta och samla föremål för att ta sig igenom spelhistorien. Att integrera och ha dialoger med andra karaktärer i spelet är även väldigt viktigt. Spelkaraktärerna är programmerade att minnas vilka val spelaren gjort och agera utifrån dessa, valet av hur man svarar i en dialog kan därför påverka spelets historia, vilka föremål spelaren kan få tag i och vilka uppdrag spelaren kan fullfölja. I och med det kan spelet sluta på åtta olika sätt, där bara ett sätt slutar i att huvudkaraktären klarar det övergripande uppdraget.
Tid är även en viktig del av spelet. Till en början går tiden framåt vid de tillfällen uppdrag klarats av, där tiden kan ses på fickuret som spelaren kan se i spelmenyn. När spelets handling däremot kommer till tidpunkten när fartyget kolliderar med isberget börjar tiden ticka i realtid. Spelarens har då begränsad tid att klara av återstående uppdrag innan Titanic sjunkit. Som nämnts tidigare kan spelet sluta på flera olika slut, där ett av alternativen är att huvudkaraktären dör.
Det är även möjligt att utforska fartyget utan att behöva följa spelhistorien. I det spelläget finns möjlighet att interagera med karaktärer som berättar om fartyget, besättningen, passagerarna och förlisningen. Karaktärerna befinner sig på olika ställen i fartyget. Tre av karaktärerna följde med spelet medan fler kunde laddas ner från Cyberflixs officiella hemsida.  

## Handling
Handlingen börjar den 14 april 1942. Spelets huvudkaraktär Frank Carlsson är en tidigare agent som arbetade för Brittisk underrättelsetjänst och bor i en liten lägenhet i London. Hans karriär som agent slutade på ett skamligt sätt, då han misslyckades med sitt uppdrag ombord på RMS Titanic trettio år tidigare och idag lever Frank ett liv långt ifrån lyx och flärd och istället med hot om vräkning. Han dör plötsligt av en bombning under Blitzen och transporteras trettio år tillbaka i tiden till kvällen då Titanic förliste. Nu får Frank möjlighet att förändra historien och  en chans att rätta till sina misstag. Väl ombord igen möter han upp sin kollega, agent Penny Pringle. 
Carlsons första uppdrag är att leta upp och hämta en stulen kopia av Omar Khayyams Rubaiyat som den tyska översten Zeitel misstänks ha med sig ombord. Zeitel är på väg till New York för att inspektera de pågående diplomatiska uppdragen i USA och Centralamerika tillsammans med sin adept Willi Von Haderlitz. Det har uppdagats att Zeitel kommit överens om ett byte med konsthandlare Sasha Barbicon, boken Rubaiyat mot en tavla innehållandes gömda krigsplaner stulna från den brittiska regeringen. Carlson märker att Willi är en rysk spion som har en anteckningsbok med namn på toppledarna inom Bolshevik. Anteckningsboken måste överlämnas till den hemliga poliskåren Ochrana så att de kommunistiska rebellerna kan stoppas för att skydda tsaren Nicholas den andre av Ryssland. Sasha Barbicon har även ett stulet diamanthalsband tänkt att finansiera Svarta handen, en serbisk militärgrupp. Willi blir dödad av inne i det Turkiska badet och det upptäcks senare att det är Zeitel som ligger bakom mordet. Zeitel upptäckte att Willi är en spion och att han inte är lojal mot Tyskland.
Externa länkar  
- Titanic: Adventure Out of Time på Moby Games (engelska)

1. 1 2  Steam, 12 september 2003, Steam-ID: 785480, läst: 13 december 2023.[källa från Wikidata]